# فرودگاه اسمولنسک
فرودگاه اسمولنسک (به روسی: Смоленск-Южный) فرودگاهی عمومی واقع در اسمولنسک در کشور روسیه است.